# Paratrichodorus grandis
Paratrichodorus grandis is een rondwormensoort uit de familie van de Trichodoridae. De wetenschappelijke naam van de soort is voor het eerst geldig gepubliceerd in 1978 door Rodriguez-Montessoro & Bell.